# Liste der Bodendenkmäler in Forheim
Auf dieser Seite sind die Bodendenkmäler in der schwäbischen Gemeinde Forheim zusammengestellt. Diese Tabelle ist eine Teilliste der Liste der Bodendenkmäler in Bayern. Grundlage ist die Bayerische Denkmalliste, die auf Basis des Bayerischen Denkmalschutzgesetzes vom 1. Oktober 1973 erstmals erstellt wurde und seither durch das Bayerische Landesamt für Denkmalpflege geführt wird. Die folgenden Angaben ersetzen nicht die rechtsverbindliche Auskunft der Denkmalschutzbehörde.

## Bodendenkmäler in Forheim
| Lage       | Objekt                                                                                | Akten-Nr.     | Bild |
| ---------- | ------------------------------------------------------------------------------------- | ------------- | ---- |
| (Standort) | Heiligtum und Gräber der römischen Kaiserzeit.                                        | D-7-7228-0031 |      |
| (Standort) | Grabhügel vor- und frühgeschichtlicher Zeitstellung.                                  | D-7-7228-0032 |      |
| (Standort) | Siedlung der Bronzezeit.                                                              | D-7-7228-0033 |      |
| (Standort) | Siedlung der Hallstattzeit.                                                           | D-7-7228-0034 |      |
| (Standort) | Siedlung der Hallstattzeit.                                                           | D-7-7228-0035 |      |
| (Standort) | Höhle mit Siedlungsfunden der Hallstattzeit.                                          | D-7-7228-0036 |      |
| (Standort) | Siedlung vor- und frühgeschichtlicher Zeitstellung.                                   | D-7-7228-0037 |      |
| (Standort) | Brandgräber der römischen Kaiserzeit.                                                 | D-7-7228-0039 |      |
| (Standort) | Grabhügel vorgeschichtlicher Zeitstellung.                                            | D-7-7228-0040 |      |
| (Standort) | Grabhügel vorgeschichtlicher Zeitstellung.                                            | D-7-7228-0042 |      |
| (Standort) | Grabhügel vorgeschichtlicher Zeitstellung und römische Villa rustica.                 | D-7-7228-0043 |      |
| (Standort) | Grabhügel der Hallstattzeit und Siedlung der Spätlatènezeit.                          | D-7-7228-0044 |      |
| (Standort) | Körpergräber des frühen Mittelalters.                                                 | D-7-7228-0046 |      |
| (Standort) | Schürfgruben vor- und frühgeschichtlicher Zeitstellung.                               | D-7-7228-0047 |      |
| (Standort) | Grabhügel vorgeschichtlicher Zeitstellung.                                            | D-7-7228-0048 |      |
| (Standort) | Grabhügel vorgeschichtlicher Zeitstellung.                                            | D-7-7228-0049 |      |
| (Standort) | Grabhügel vorgeschichtlicher Zeitstellung.                                            | D-7-7228-0051 |      |
| (Standort) | Grabhügel vorgeschichtlicher Zeitstellung.                                            | D-7-7228-0052 |      |
| (Standort) | Villa rustica der römischen Kaiserzeit.                                               | D-7-7228-0053 |      |
| (Standort) | Siedlung und Grabenwerk vor- und frühgeschichtlicher Zeitstellung.                    | D-7-7228-0054 |      |
| (Standort) | Grabhügel vorgeschichtlicher Zeitstellung und Brandgräber der römischen Kaiserzeit.   | D-7-7228-0055 |      |
| (Standort) | Grabhügel der Hallstattzeit.                                                          | D-7-7228-0056 |      |
| (Standort) | Grabhügel vorgeschichtlicher Zeitstellung.                                            | D-7-7228-0057 |      |
| (Standort) | Villa rustica der römischen Kaiserzeit.                                               | D-7-7228-0058 |      |
| (Standort) | Straße der römischen Kaiserzeit.                                                      | D-7-7228-0060 |      |
| (Standort) | Grabhügel vorgeschichtlicher Zeitstellung.                                            | D-7-7228-0061 |      |
| (Standort) | Grabhügel vorgeschichtlicher Zeitstellung.                                            | D-7-7228-0062 |      |
| (Standort) | Grabhügel vorgeschichtlicher Zeitstellung.                                            | D-7-7228-0064 |      |
| (Standort) | Grabhügel vorgeschichtlicher Zeitstellung.                                            | D-7-7228-0065 |      |
| (Standort) | Grabhügel vorgeschichtlicher Zeitstellung.                                            | D-7-7228-0075 |      |
| (Standort) | Grabhügel vorgeschichtlicher Zeitstellung.                                            | D-7-7228-0080 |      |
| (Standort) | Siedlung vorgeschichtlicher Zeitstellung.                                             | D-7-7228-0082 |      |
| (Standort) | Siedlung der Urnenfelderzeit.                                                         | D-7-7228-0083 |      |
| (Standort) | Siedlung der Hallstattzeit.                                                           | D-7-7228-0084 |      |
| (Standort) | Siedlung vorgeschichtlicher Zeitstellung.                                             | D-7-7228-0085 |      |
| (Standort) | Mittelalterliche und frühneuzeitliche Befunde im Bereich der Evang.-Luth. Pfarrkirche | D-7-7228-0095 |      |
| (Standort) | Siedlung vorgeschichtlicher Zeitstellung.                                             | D-7-7228-0097 |      |
| (Standort) | Mittelalterliche und frühneuzeitliche im Bereich der Evang.-Luth. Pfarrkirche         | D-7-7228-0098 |      |
| (Standort) | Grabhügel vorgeschichtlicher Zeitstellung.                                            | D-7-7228-0101 |      |
| (Standort) | Grabhügel vorgeschichtlicher Zeitstellung.                                            | D-7-7228-0102 |      |
| (Standort) | Grabhügel vorgeschichtlicher Zeitstellung.                                            | D-7-7228-0103 |      |
| (Standort) | Grabhügel vorgeschichtlicher Zeitstellung.                                            | D-7-7228-0104 |      |
| (Standort) | Burgstall des Mittelalters. Regierungsbezirk Schwaben                                 | D-7-7228-0105 |      |